# 옌춘역 (지하철)
옌춘역(중국어: 阎村站)은 중화인민공화국 베이징시 팡산구 옌춘진 징저우로·쯔마로 교차로에 위치한 베이징 지하철 옌팡선의 지하철역이다. 2017년 12월 30일 옌팡선 본선 개통과 함께 개장하였다.

## 역 구조
이 역은 지상 2층의 고가역으로 1층은 대합실 층, 2층은 섬식 승강장이다.

### 층별 구조
| 2층 | ←                               | ■ 옌팡선 옌산 방면 (싱청)        |
| 2층 | 섬식 승강장, 왼쪽 출입문이 열림 |                                  |
| 2층 | →                               | ■ 옌팡선 옌춘 동 방면 (쯔차오우) |
| 1층 | 대합실                          | A-B출입구, 고객센터, 출입 게이트 |

## 출입구

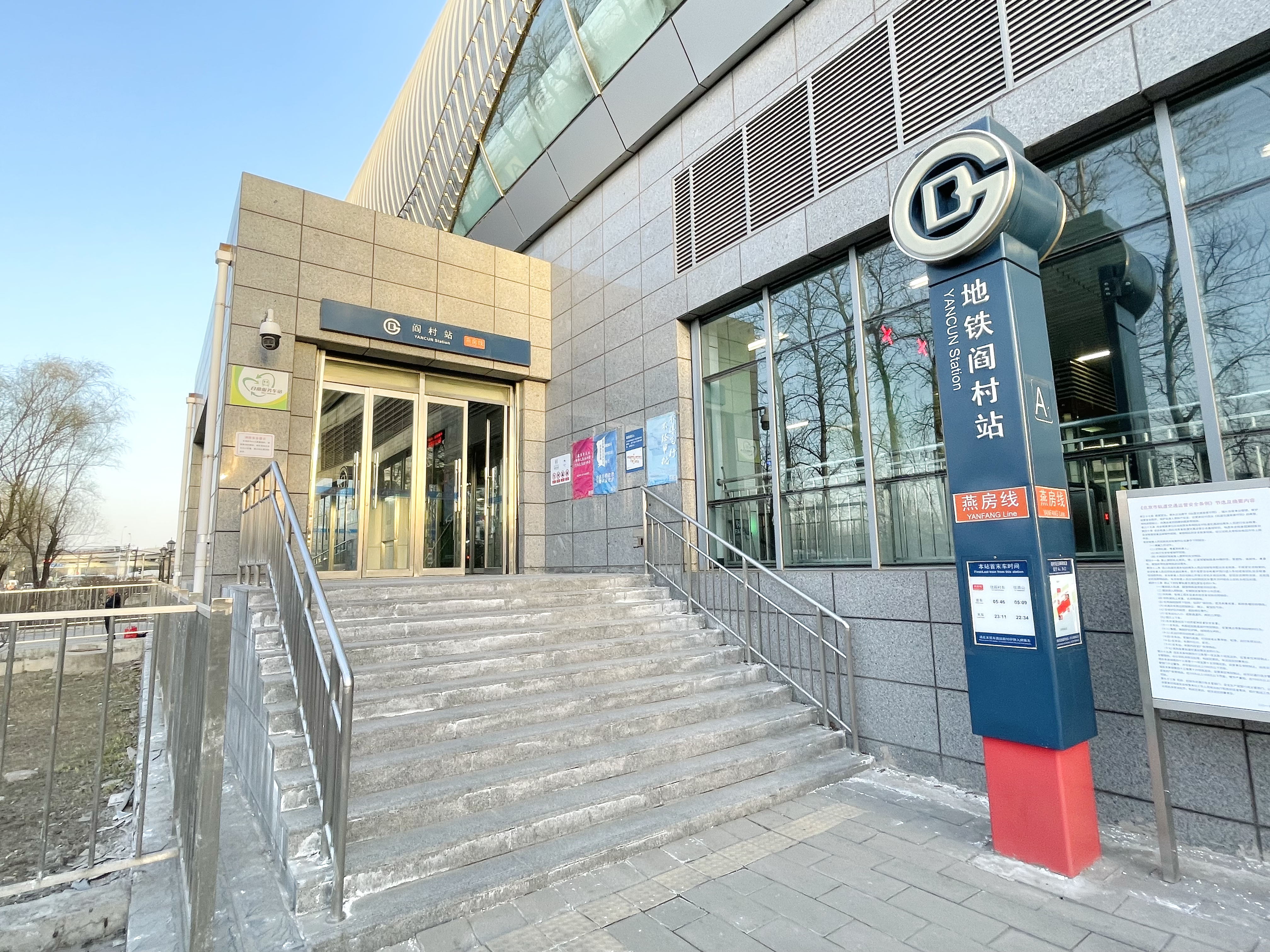

|                     |                  |           |      |  |
| 출구                | 지시             | 출구 인근 | 사진 |  |
| 出口 · A · 1        | 징저우로(京周路) |           |      |  |
| 出口 · A · 2        | 징저우로(京周路) |           |      |  |
| 出口 · B · 1        | 징저우로(京周路) |           |      |  |
| 出口 · B · 2        | 징저우로(京周路) |           |      |  |
| 아이콘 설명: 경사로 |                  |           |      |  |